# Lepyronia gibbosa
Lepyronia gibbosa is een halfvleugelig insect uit de familie Aphrophoridae. De wetenschappelijke naam van deze soort is voor het eerst geldig gepubliceerd in 1899 door Ball.